# Miocamicina
La miocamicina è un antibiotico macrolide con azioni analoghe a quelle dell'eritromicina.

## Farmacodinamica
Il farmaco è un derivato semisintetico che si ottiene a partire  dalla midecamicina  attraverso una reazione di acetilazione. Lo spettro d'azione è sostanzialmente sovrapponibile a quello della josamicina e dell'eritromicina,  inibendo una gamma di organismi Gram-positivi e Gram-negativi, microbi atipici e alcuni anaerobi. . La miocamicina esplica in modo ottimale la propria attività a pH basico.

A seconda della concentrazione risulta batteriostatica oppure battericida.
Degno di nota è la sua attività nei confronti di microorganismi stafilococchi e streptococchi eritromicina-resistenti. Inoltre non  provoca resistenza crociata con altri antibiotici macrolidi. Verso gli streptococchi b-emolitici sembra essere più efficace dell'eritromicina.

## Farmacocinetica
La miocamicina viene rapidamente e ben assorbita dopo somministrazione orale.

In seguito alla assunzione di una singola dose di 600 mg si raggiunge un picco di concentrazione plasmatica di 2,4 µg/ml in 30 minuti.

L'assorbimento è migliore a digiuno.

Il legame del farmaco con le proteine plasmatiche è debole.

L'antibiotico viene metabolizzato a livello intestinale dove, in parte, subisce desacetilazione, con formazione di metaboliti attivi (Mb-12, Mb-6, Mb-2a) rilevabili nel plasma già dopo 1-4 ore dalla somministrazione.
La miocamicina, come farmaco immodificato e metaboliti, si diffonde rapidamente nei liquidi biologici e nei tessuti, specialmente in polmoni e tonsille, dove raggiunge concentrazioni maggiori e più durature di quelle plasmatiche.

Si è osservato che la concentrazione nell'espettorato, circa 10 ore dopo l'ultima somministrazione, è 30 volte superiore a quella plasmatica.

L'emivita plasmatica è di circa 1 ora.

La miocamicina viene eliminata, come farmaco immodificato e metaboliti, principalmente per via biliare.

Il 4-5% viene escreto nelle urine in 24 ore e una piccola parte anche con la saliva.

## Tossicologia
Nel topo il valore della DL50 è maggiore di 5 g/kg peso corporeo, quando assunto per os.

## Usi clinici
La miocamicina è indicata nelle infezioni sostenute da germi sensibili, sia nell'adulto che in età pediatrica.

Tipicamente viene utilizzata nelle infezioni broncopolmonari, del cavo orale, otoringolaringoiatriche, cutanee e dei tessuti molli, dell'apparato urogenitale (in particolare se causate da Chlamydia trachomatis od Ureaplasma urealyticum)..

## Effetti collaterali ed indesiderati
La miocamicina, così come gli altri antibiotici macrolidi, può causare disturbi gastrointestinali (nausea, anoressia, distensione addominale, vomito, diarrea. Sono inoltre possibile manifestazioni allergiche (tra cui eruzioni cutanee e prurito) e talora aumento delle transaminasi.

## Controindicazioni
L'antibiotico risulta controindicato nei soggetti con ipersensibilità individuale nota al principio attivo oppure ad uno qualsiasi degli eccipienti contenuti nella formulazione farmaceutica. L'assunzione del farmaco inoltre non è consigliata nei pazienti affetti da insufficienza epatica. Da evitare anche nelle donne in stato di gravidanza e in quelle che allattano al seno.

## Dosi terapeutiche
L'antibiotico viene somministrato per os alle dosi di 900–1800 mg/die, suddivise in 2-3 assunzioni, a seconda della gravità. Nei bambini si consigliano dosi giornaliere pari a 35–50 mg/kg, suddivise in 2 somministrazioni.

## Interazioni
- Alcaloidi della segale cornuta (ergotamina, metisergide): la contemporanea somministrazione con miocamicina oppure altri macrolidi ne aumenta le concentrazioni plasmatiche a causa dell'inibizione dell'isoenzima CYP3A4. Ne consegue un aumentato rischio di ergotismo cui possono fare seguito gravi episodi ischemici, in alcuni casi anche ad evoluzione fatale.
- Bromocriptina, teofillina e ciclosporina: la terapia di associazione con miocamicina può causare un lieve incremento delle concentrazioni plasmatiche di queste sostanze. Pur non comportando modifiche del normale dosaggio è comunque necessaria una certa prudenza.
- Digossina: la co-somministrazione con miocamicina, così come con altri macrolidi, può incrementare l'assorbimento del farmaco digitalico, anche se raramente può dare origine a fenomeni di tossicità del glicoside cardioattivo, che in genere si manifestano con sintomi quali nausea, vomito, diarrea, alterazione della visione, cefalea, capogiro e soprattutto con gravi aritmie cardiache.